# Junkers A 20
Die Junkers A 20 war ein zweisitziges Mehrzweckflugzeug der Junkers Flugzeugwerk AG aus den 1920er-Jahren. Die 43 in Dessau produzierten Maschinen waren als einmotorige Tiefdecker konstruiert und fanden als Post-, Schul-, Kurier-, Sport- und Forschungsflugzeug Verwendung. Viele Flugzeuge gingen ins Ausland und dienten dort teilweise als militärische Aufklärer.

## Geschichte
Die A 20 entstand auf Basis des Wasserflugzeugs J 11 von 1918. Die Konstruktion stammte von Otto Mader und Ernst Zindel. Der Erstflug fand am 6. April 1923 statt. Der Prototyp hatte wie die J 11 Schwimmer und eine etwas geringere Flügelspannweite als die der Serienmaschinen mit 15,27 m. Die Serienproduktion begann 1924. In Deutschland wurden mehrere Maschinen von der Lufthansa und der Deutschen Verkehrsfliegerschule eingesetzt. Zwei A 20 flogen bei der Geheimen Fliegerschule im russischen Lipezk.
Die A 20 wurde in den 1920er Jahren auch zur Kontrolle von Freileitungen eingesetzt. Dies ermöglichte die Untersuchung von 400 bis 500 km Leitungslänge innerhalb von nur 2½ Stunden. Störungsmeldungen wurden in Beuteln abgeworfen, damit diese von den nächstgelegenen Hochspannungskontrollstationen behoben werden konnten.

## Konstruktion
Die A 20 war als freitragender Tiefdecker ausgelegtes Ganzmetallflugzeug. Auf zwei offenen Sitzen war Platz für einen Piloten und einen Passagier. Das starre Spornradfahrwerk konnte gegen ein Schwimmer- oder Schneekufengestell ausgetauscht werden.
Die Maschine war mit einem 118 kW leistenden Mercedes D IIIa oder einem BMW IIIa mit 136 kW ausgerüstet. Als neue Motoren verfügbar waren, wurden einige A 20 zu A 25 aufgerüstet.

## Technische Daten

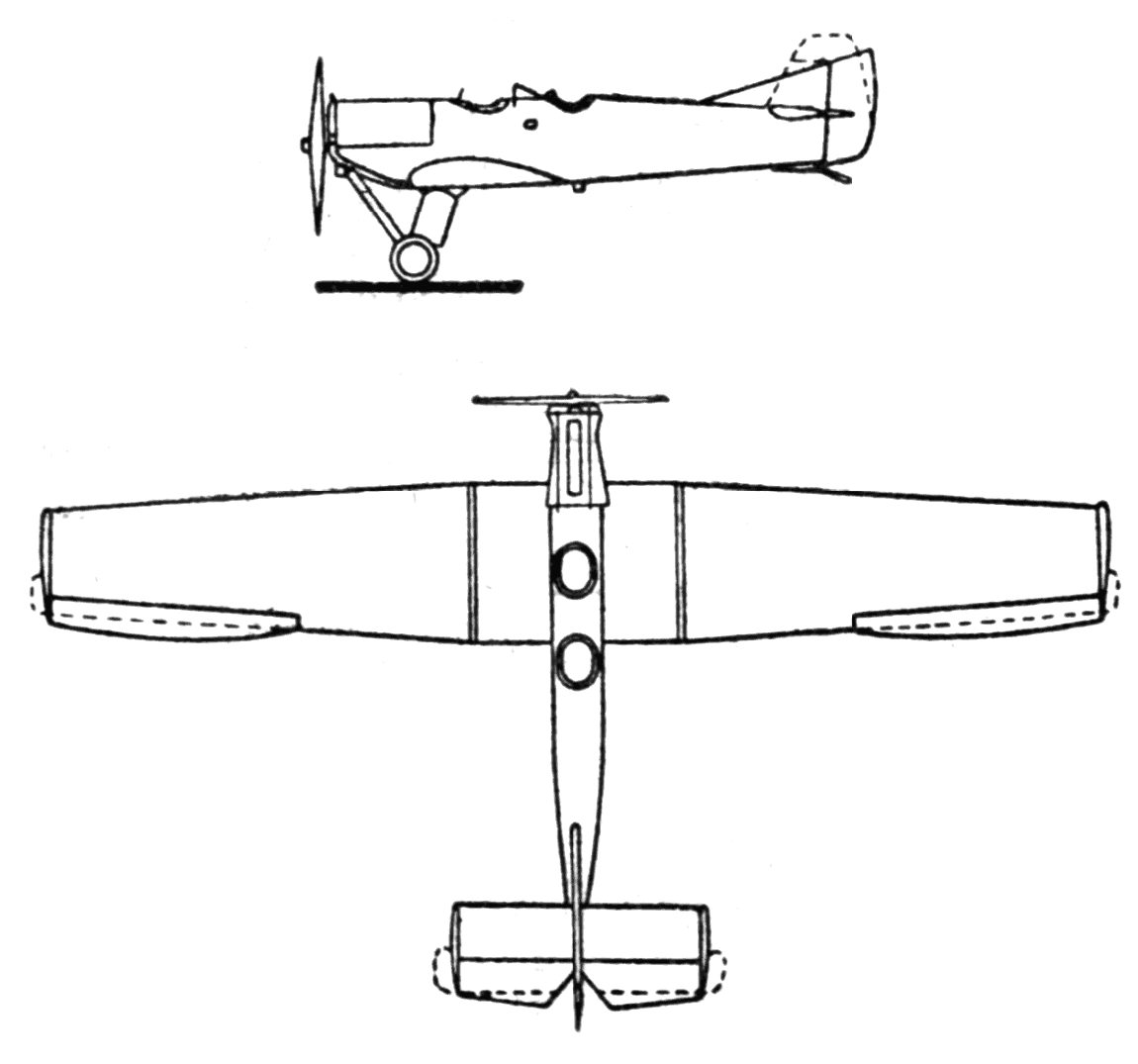
Junkers A 20

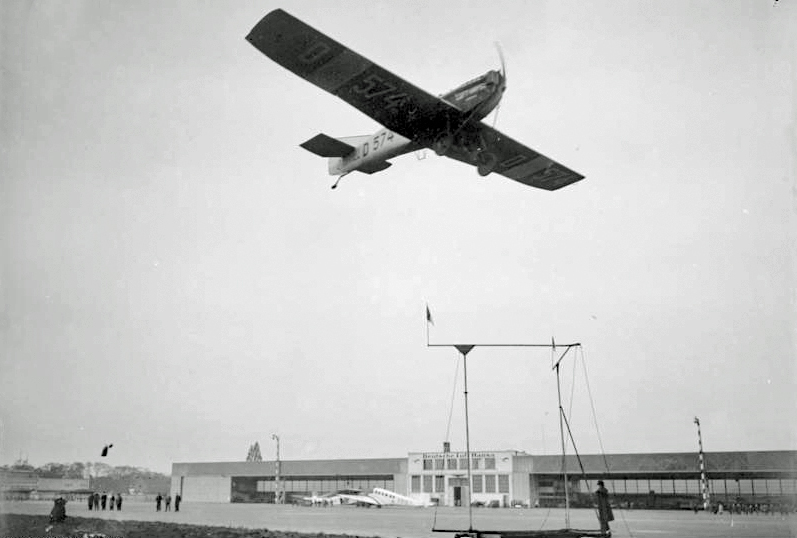
Junkers A 20 der „Luft Hansa“ (D-574) im Flug

| Kenngröße             | Daten der Junkers A 20 W          | Daten der Junkers A 20 mit D IIIa        |
| --------------------- | --------------------------------- | ---------------------------------------- |
| Besatzung             | 1                                 | 1                                        |
| Passagiere            | 1                                 | 1                                        |
| Länge                 | 9,25 m                            | 8,30 m                                   |
| Spannweite            | 15,30 m                           | 15,27 m                                  |
| Höhe                  | 2,95 m                            | 2,95 m                                   |
| Flügelfläche          | 28,10 m²                          | 28,30 m²                                 |
| Flügelstreckung       | 8,3                               | 8,2                                      |
| Rüstmasse             | 1050 kg                           | 950 kg                                   |
| Startmasse            | 1600 kg                           | 1500 kg                                  |
| Höchstgeschwindigkeit | 170 km/h                          | 170 km/h                                 |
| Reisegeschwindigkeit  | 145 km/h                          | 150 km/h                                 |
| Landegeschwindigkeit  | 95 km/h                           |                                          |
| Steigleistung         | 3,70 m/s                          | 3,70 m/s                                 |
| Dienstgipfelhöhe      | 5000 m                            | 3500 m                                   |
| Reichweite            | 900 km                            |                                          |
| Triebwerk             | 1 × BMW IIIa; 185 PS (ca. 140 kW) | 1 × Mercedes D IIIa; 160 PS (ca. 120 kW) |

### Sonstige Triebwerksvarianten
| Kenngröße     | Daten der Junkers A 20 | Daten der Junkers A 20 a | Daten der Junkers A 20 b | Daten der Junkers A 20 be |
| ------------- | ---------------------- | ------------------------ | ------------------------ | ------------------------- |
| Triebwerk     | 1 × Daimler D IIIa     | 1 × Jumo L 2             | 1 × Jumo L 5             | 1 × BMW IV                |
| Startleistung | 160 PS (ca. 120 kW)    | 230 PS (ca. 170 kW)      | 310 PS (ca. 230 kW)      | 300 PS (ca. 220 kW)       |